# Otherwise
Otherwise ist eine Alternative-Rock-Band aus Las Vegas, Nevada, USA. 

## Geschichte
Nach der Bandgründung im Jahr 2005 blieb Otherwise lange Zeit nur regional bekannt. Ihre erste CD, nach der Band selbst benannt, wurde im Jahr 2006 über den Onlineshop CD Baby veröffentlicht. Dank der Single Soldiers, erschienen 2011, erhielt die Band einen Plattenvertrag bei Century Media Records.
2012 folgte dann die Veröffentlichung ihres ersten Albums True Love Never Dies, das von Jay Baumgardner produziert wurde, der schon zuvor mit Papa Roach, Seether und P.O.D. zusammengearbeitet hatte. Das Album erreichte Platz 123 der US-amerikanischen Billboard-Charts. Auf dem Album befand sich neben 13 neuen Stücken auch das Lied Silence Reigns, das schon der Titelsong des Vorgängeralbums war.
Unter anderem trat die Band als Vorgruppe von 3 Doors Down, Daughtry, Stone Sour, Papa Roach und Mötley Crüe auf.
Im Oktober 2013 veröffentlichten Otherwise die EP "Enjoy The Pain", die als kostenloser Download angeboten wurde.

## Wissenswertes
Schlagzeuger Corky Gainsford spielte zuvor schon bei der Blue Man Group. Während seiner Studienzeit an der Stanford University organisierte er unter anderem Konzerte von Beck, Ben Harper und Cake. Bei den Loudwire Music Awards 2012, veranstaltet von der Online-Musikplattform Loudwire, war Otherwise als "Bester Newcomer" nominiert, belegte in der dortigen Abstimmung allerdings nur Platz 5.

## Diskografie
- 2006: Otherwise (Album, CD Baby)[7]
- 2006: Silence Reigns (Single)
- 2011: Soldiers (Single, US: Gold)[8]
- 2012: True Love Never Dies (Album, Century Media)
- 2012: Full Circle (Single)
- 2013: I Don't Apologize (1000 Pictures) (Single)
- 2013: Enjoy the Pain (EP)
- 2014: Peace at All Costs (Album)
- 2017: Sleeping Lions (Album)
- 2019: Lifted (EP)
- 2019: Defy (Album)